# Андгуладзе, Нодар Давидович
Нодар Давидович Андгуладзе (груз. ნოდარ დავითის ძე ანდღულაძე; 13 декабря 1927 — 30 января 2013) — советский и грузинский оперный певец (тенор), народный артист Грузинской ССР (1965).

## Биография
Нодар Андгуладзе родился 13 декабря 1927 года в Тифлисе в семье Давида Андгуладзе.
Учился в Тбилисском университете (окончил его филологический факультет в 1950 году), затем в Тбилисской консерватории (окончил в 1963 году, учился в классе своего отца Давида Ясоновича Андгуладзе). Во время учёбы в консерватории, в 1961—1962, был направлен для стажировки в Милан в оперный театр «Ла Скала».
В 1956 году дебютировал на сцене Грузинского театра оперы и балета в партии Хозе.

## Признание и награды
- орден Чести (23.01.1998)[3]
- орден Трудового Красного Знамени (07.08.1981)
- орден «Знак Почёта» (17.04.1958)
- Народный артист Грузинской ССР (1965)[1]
- Государственная премия Грузинской ССР имени Шота Руставели (1965)[1]

## Репертуар
- «Даиси» Палиашвили — Малхаз, Абесалом[2]
- «Сказание о Тариэле» Мшвелидзе — Тариэль